# Family Force 5
Family Force 5 (abreviada como FF5, formalmente conhecida como The Phamily e/ou The Brothers) é uma banda cristã de estilo crunk de Atlanta, Georgia, Estados Unidos.

## Biografia
O FF5 começou sua trajetória com o nome "The Phamily".Os irmãos Olds Solomon, Jacob and Joshua, os três filhos de Jerome Olds um artista gospel da década de 80. Crescendo ao redor do círculo da música gospel, pelo nome "The Brothers" lançaram dois álbuns  R.P.M. (1995), and Fact and Reality (1996) pela Star Song Communications, álbuns produzido pelo seu próprio pai Jerome Olds.
A grande diferença destes primeiros álbuns eram uma influência ao estilo Third Day a banda, diferentemente do Family Force 5 atual. 
Uma década depois eles se juntaram agora com mais dois amigos Nathan Currin e Derek Mount, assinando contrato com a Maverick Records e com a Gotee Records para o mercado cristão, pela escolha da banda. Agora como Family Force 5, em 2005 saindo o "The Phamily EP", em 2006 o grande sucesso com Business Up Front/Party In the Back com muitas músicas estando em vários radios protestantes como "Love Addict", "Replace Me, "Kountry Gentleman" e também fez uma segunda edição do álbum Business Up Front Party In the Back: Diamond Edition em 2007 acrescentando mais 2 faixas dentre elas "Never Let Me Go". 
O nome da banda vem do fato de três dos membros serem irmãos: Soul Glow Activatur (vocal e guitarra), Crouton (bateria) e Fatty (baixo). Também contam com dois “irmãos adotivos”, Chapstique (guitarra) e Nadaddy (teclado e efeitos). 
FF5 também fizeram uma música de tributo ao DC Talk, no álbum Freaked! A Gotee Tribute to dc Talk's Jesus Freak com a música Mind's Eye. Alem dos fãs, a banda Fireflight é muito fã do FF5.

## Integrantes

### Atuais
- Jacob Olds (Crouton) - vocal principal
- Teddy Boldt (Hollywood)  - bateria
- Joshua Olds (Fatty) - baixo, vocal
- Nathan Currin (Nadaddy) - teclado (keytar) e efeitos em geral (toca-discos, vocal, pandeiro)
- Derek Mount (Chapstique) - guitarra

### Anteriores
- Brad Allen (20 Cent) guitarra (2004-2005)
- Solomon Olds (Soul Glow Activatur) (1993-2013)

## Discografia
- 2005 -  Family Force 5 EP
- 2006 -  Business Up Front/Party In the Back
- 2007 -  Business Up Front Party In the Back: Diamond Edition****
- 2008 -  Dance Or Die
- 2009 -  Christmas Peagent
- 2011 -  III
- 2013 -  Reanimated (Remix)
- 2014 - Time Stands Still

### Videoclipes
- 2005 - "Kountry Gentleman"	Business Up Front/Party in the Back
- 2006 - "Grandma"	MySpace Exclusive (Seasonal/Christmas)
- 2006 - "Love Addict"	Business Up Front/Party in the Back	W
- 2007 - "Never Let Me Go"	Business Up Front/Party in the Back: Diamond Edition
- 2008 - "Radiator"	Dance Or Die
- 2009 - "Dance Or Die"	Dance Or Die
- 2011 - "Love Addict" 	III
- 2012 - "Superhero"	III
- 2012 - "Wobble"	III
- 2012 - "Zombie"	III
- 2012 - "Cray Button"	 III
- 2013 - "Chainsaw"	Reanimated (Remix)
- 2014 - "BZRK"	Time Stands Still

## Ver Também
- Gotee Records